# Benita Willis

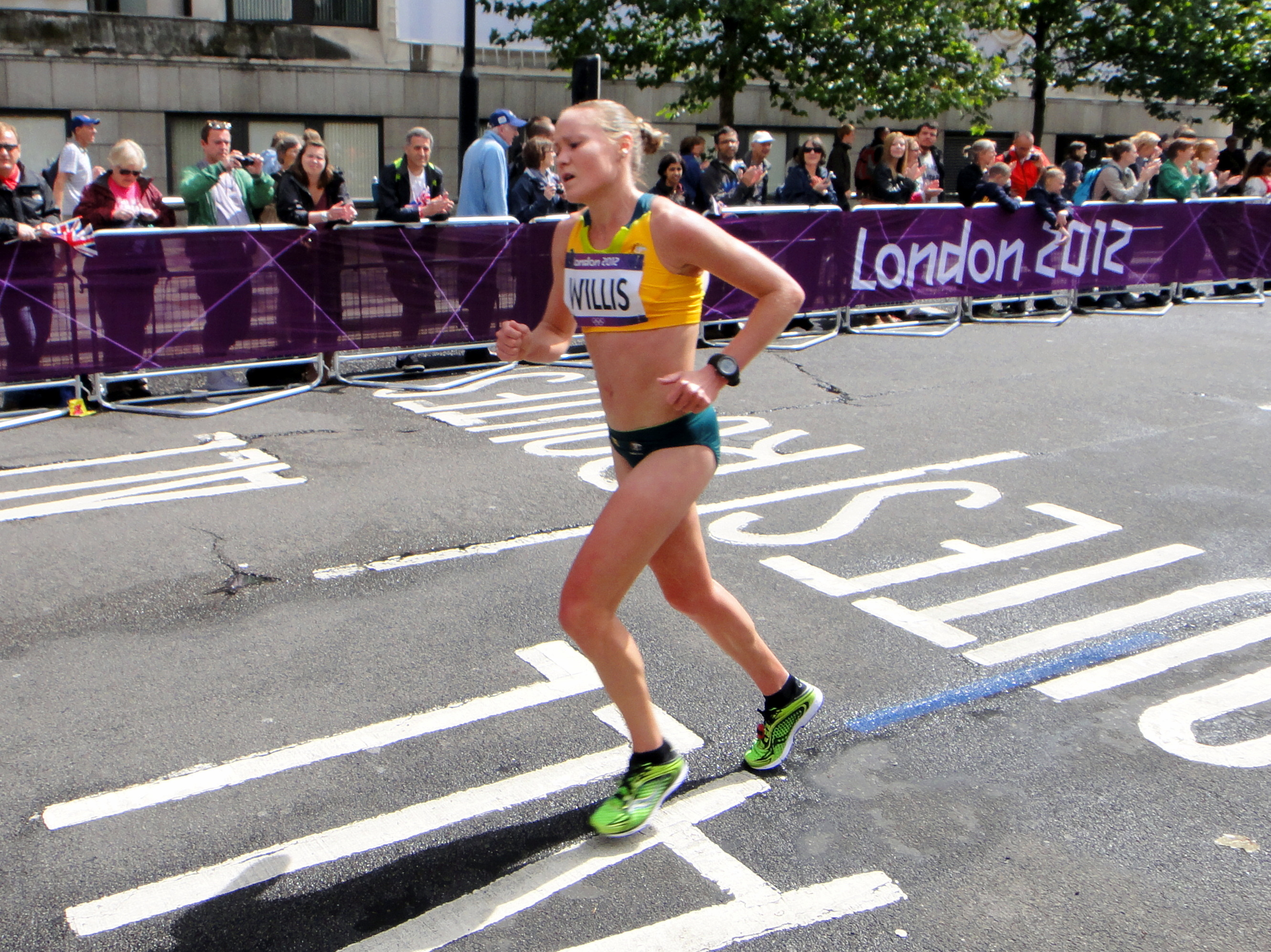
Benita Willis beim London-Marathon 2012

Benita Jaye Willis,  von 2002 bis 2009 unter dem Namen Benita Johnson startend (* 6. Mai 1979 in Mackay), ist eine australische Langstreckenläuferin.

## Leben
Ihre ersten Erfolge hatte Benita Willis auf der Bahn, wo sie die aktuellen Ozeanienrekorde über 3000 Meter (8:38,06 min am 13. Juli 2003 in Gateshead), 5000 Meter (14:47,60 min am 6. September 2002 in Berlin) und 10.000 Meter (30:37,68 min als Achte bei den Weltmeisterschaften 2003 in Paris/Saint-Denis) aufstellte.
Neben dem Sieg bei den Crosslauf-Weltmeisterschaften 2004 errang sie Erfolge im Halbmarathon: Sie wurde bei den Halbmarathon-Weltmeisterschaften 2003 Dritte und siegte beim Great North Run 2004 in 1:07:55 h. Das Debüt über die volle Distanz beim New-York-City-Marathon desselben Jahres verlief allerdings enttäuschend. Sie wurde Vierzehnte in 2:38:03 h.
2005 belegte sie beim London-Marathon den sechsten Platz in 2:26:32 h. 2006 stellte sie einen australischen Rekord im 10-km-Straßenlauf (31:17 min) auf und verbesserte als Dritte des Chicago-Marathons den 18 Jahre alten Ozeanienrekord im Marathon von Lisa Martin-Ondieki auf 2:22:36 h.
2007 siegte sie beim Berliner Halbmarathon in 1:08:28 h.